# Округ Боливар (Мисисипи)
Боливар (енгл. Bolivar County) је округ у америчкој савезној држави Мисисипи.

## Демографија
По попису из 2010. године број становника је 34.145, што је 6.488 (-16,0%) становника мање него 2000. године.
| Група             | 2000.          | 2010.          |
| Белци             | 13.365 (32,9%) | 11.241 (32,9%) |
| Афроамериканци    | 26.458 (65,1%) | 21.920 (64,2%) |
| Азијати           | 200 (0,5%)     | 189 (0,6%)     |
| Хиспаноамериканци | 477 (1,2%)     | 639 (1,9%)     |
| Укупно            | 40.633         | 34.145         |